# جان ليدوكس
جان ليدوكس (بالفرنسية: Jean Ledoux)‏ هو مجدف فرنسي، ولد في 25 أبريل 1935 في Beauchamp, Val-d'Oise ‏ في فرنسا.

## وصلات خارجية
- جان ليدوكس على موقع الاتحاد الدولي للتجديف (الإنجليزية)
- جان ليدوكس على موقع اللجنة الأولمبية الدولية (الإنجليزية)
- جان ليدوكس على موقع أوليمبيديا (الإنجليزية)